# Kaniswall

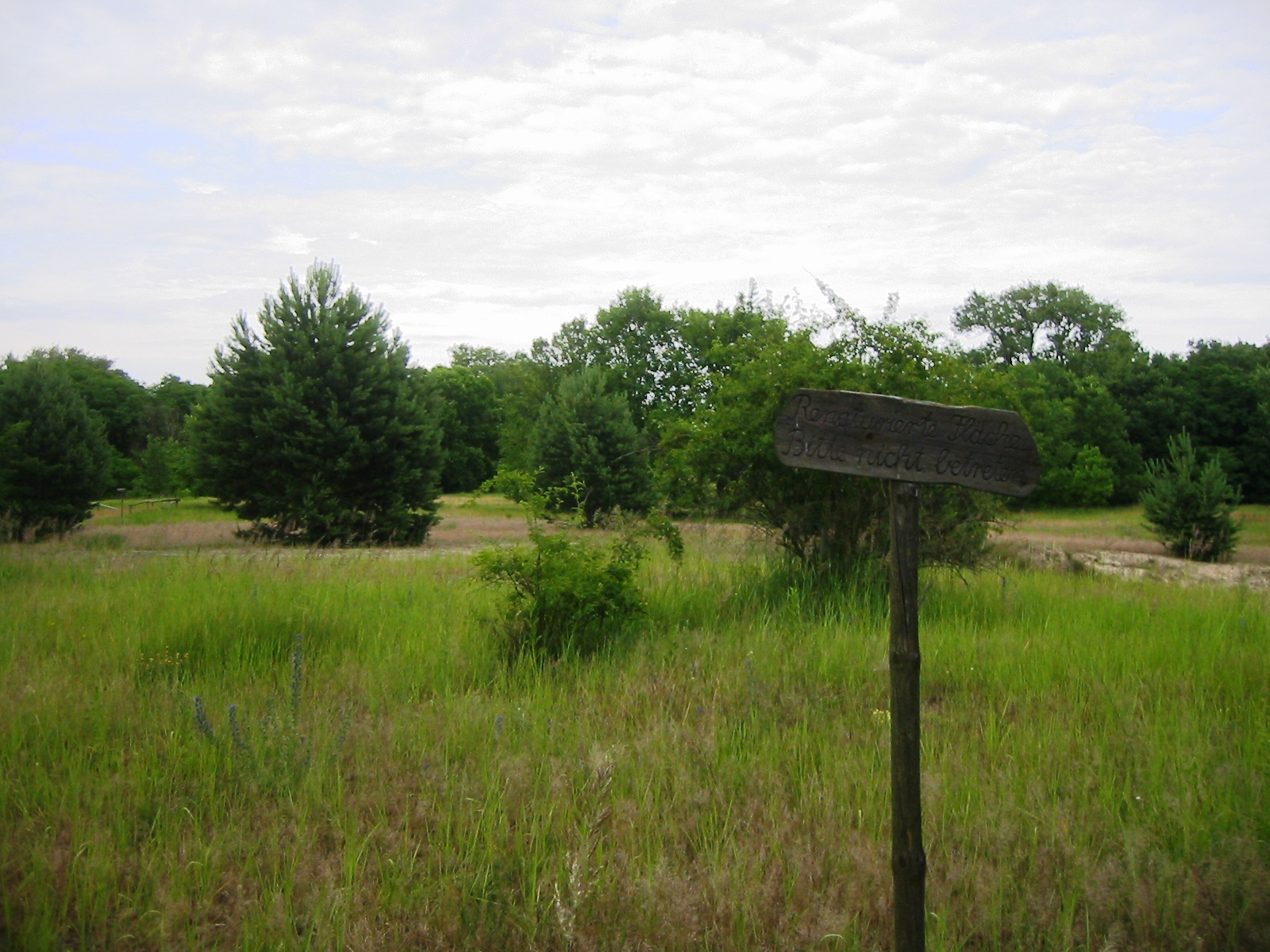
Blick vom Kaniswall auf die Gosener Wiesen

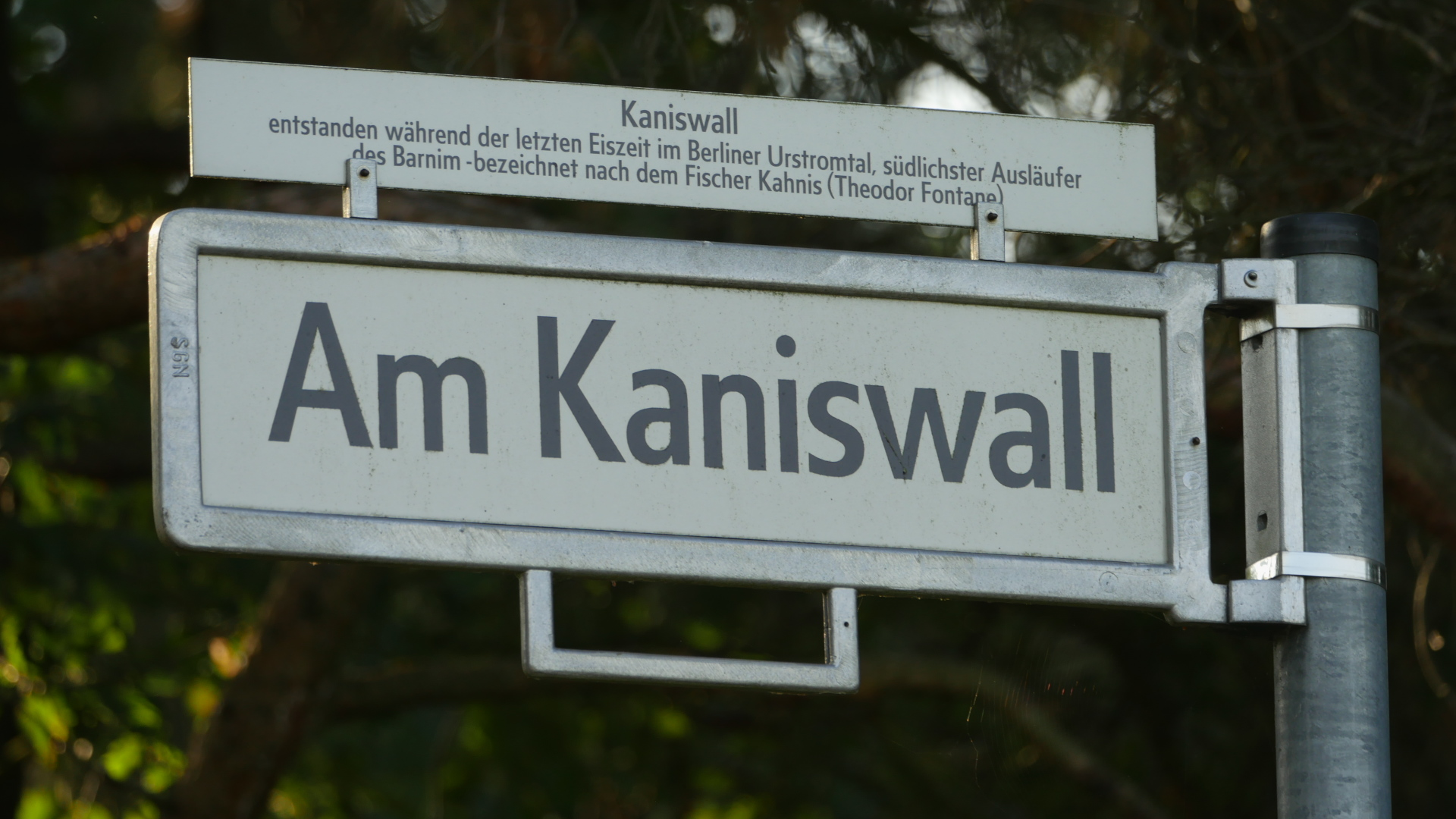
Straßennamenschlid
Am Kaniswall

Der Kaniswall ist ein kleiner bewaldeter Sandhügel (41,2 m ü. NHN) am südöstlichen Stadtrand von Berlin im  Ortsteil Müggelheim (Bezirk Treptow-Köpenick), inmitten der Gosener Wiesen nördlich der brandenburgischen Gemeinde Gosen-Neu Zittau. Er ist der südlichste Ausläufer des Barnim und hat sich während der letzten Eiszeit im Berliner Urstromtal gebildet.
Ab circa 1750 lebte als Erbpächter auf dem Kaniswall eine Familie Blume in mehreren Generationen. Den angeblichen Namensgeber Kahnis (bei Fontane erwähnt) gab es wohl nicht. Der „Fischer vom Kaniswall“ von Fontane ist wahrscheinlich ein Christian Rubin. Erstmals urkundlich erwähnt wurde der Kaniswerder im Jahr 1805. Vier Jahre zuvor gab es dort bereits einen als zu dieser Zeit „Etablissement“ bezeichneten Wohnplatz, der 1767 auf einer städtischen Exklave gegründet worden war. 1858 war es ein Gut der Stadt Köpenick, in dem sechs Personen wohnten. Es bestand im Jahr 1860 aus einem Wohn- und vier Wirtschaftsgebäuden. 1925 lebten noch sieben Personen dort.
Überregional bekannt ist der Ort durch die Wetterstation Berlin-Kaniswall des Deutschen Wetterdienstes, an der am 7. August 2015 mit 38,9 °C der bisherige Temperaturhöchstwert für Berlin gemessen wurde, sowie durch das Freilandlabor Kaniswall, ein außerschulischer „Grüner Lernort“ für Kinder, Jugendliche und Erwachsene.